# Reisach (Wasserburg am Inn)
Der Weiler Reisach ist ein Gemeindeteil der Stadt Wasserburg am Inn im oberbayerischen Landkreis Rosenheim.

## Geografie
Reisach befindet sich etwa vier Kilometer südwestlich von Wasserburg auf einer Höhe von 482 m ü. NHN.

## Geschichte
Durch die Verwaltungsreformen zu Beginn des 19. Jahrhunderts im Königreich Bayern wurde der Ort ein Bestandteil der Landgemeinde Attel, zu der auch die Gemeindeteile Attlerau, Au, Edgarten, Elend, Gabersee, Gern, Heberthal, Kobl, Kornberg, Kroit, Limburg, Osterwies, Reitmehring, Rottmoos, Seewies, Staudham und Viehhausen gehörten. Im Zuge der kommunalen Gebietsreform in Bayern in den 1970er-Jahren wurde Reisach im Jahr 1978 zusammen mit dem größten Teil der Gemeinde Attel in die Stadt Wasserburg eingegliedert. Im Jahr 2012 zählte Reisach 29 Einwohner.

## Verkehr
Die Anbindung an das öffentliche Straßennetz wird durch mehrere Gemeindestraßen hergestellt, die Reisach unter anderem mit der etwa einen halben Kilometer westlich des Ortes vorbeiführenden Bundesstraße 15 verbinden.